# Інформація з обмеженим доступом
Інформа́ція з обме́женим до́ступом — інформація, доступ до якої має лише обмежене коло осіб і оприлюднення якої заборонено розпорядником інформації відповідно до закону. Обмеження доступу до інформації здійснюється в інтересах національної безпеки або охорони законних прав фізичних та юридичних осіб.
Обмежується доступ до інформації, а не до документу. Відповідно, якщо в одному документі міститься відкрита і закрита інформація, перша може бути надана на ознайомлення зацікавленій особі у вигляді окремого документу.

## Види інформації з обмеженим доступом
До інформації з обмеженим доступом належить конфіденційна, службова та таємна інформація. Загалом, в Україні налічується близько 20 видів інформації з обмеженим доступом (банківська, лікарська, адвокатська таємниця, таємниця сповіді).
Будь-яка інша інформація вважається відкритою і отримати доступ до неї мають право всі громадяни України, незалежно від того стосується їх ця інформація безпосередньо чи ні.

## Заборона обмеження доступу до інформації
Відповідно до Ст. 6 ЗУ «Про доступ до публічної інформації» і Ст. 21 ЗУ «Про інформацію» не може бути віднесено до інформації з обмеженим доступом наступних даних:
- про розпорядження бюджетними коштами;
- про володіння, користування чи розпорядження державним або комунальним майном, у тому числі до копій відповідних документів
- про умови отримання державних та/або комунальних коштів або майна, прізвища, імена, по батькові фізичних осіб та найменування юридичних осіб, які отримали ці кошти або майно;

- декларації про доходи осіб та членів їхніх сімей, які претендують на зайняття чи займають виборну посаду в органах влади, обіймають посаду державного службовця, службовця органу місцевого самоврядування першої або другої категорії;[1]
- про стан довкілля, якість харчових продуктів і предметів побуту;
- про аварії, катастрофи, небезпечні природні явища та інші надзвичайні ситуації, що сталися або можуть статися і загрожують безпеці людей;

- про стан здоров'я населення, його життєвий рівень, включаючи харчування, одяг, житло, медичне обслуговування та соціальне забезпечення, а також про соціально-демографічні показники, стан правопорядку, освіти і культури населення;

- про факти порушення прав і свобод людини і громадянина;
- про незаконні дії органів державної влади, органів місцевого самоврядування, їх посадових та службових осіб.[2]

## Оприлюднення інформації з обмеженим доступом
В ст. 29 ЗУ «Про інформацію» сказано, що інформація з обмеженим доступом може бути поширена, якщо вона є суспільно необхідною, тобто є предметом суспільного інтересу, і право громадськості знати цю інформацію переважає потенційну шкоду від її поширення.
В свою чергу, предметом суспільного інтересу вважається інформація, яка свідчить про загрозу державному суверенітету, територіальній цілісності України; забезпечує реалізацію конституційних прав, свобод і обов'язків; свідчить про можливість порушення прав людини, введення громадськості в оману, шкідливі екологічні та інші негативні наслідки діяльності (бездіяльності) фізичних або юридичних осіб тощо.